# Пи Волопаса
Пи Волопаса (лат. π Boötis), 29 Волопаса (лат. 29 Boötis) — кратная звезда в созвездии Волопаса на расстоянии приблизительно 288 световых лет (около 88,1 парсеков) от Солнца.

## Характеристики
Первый компонент (HD 129174) — бело-голубая звезда спектрального класса B9IIIMnHgSi, или B9p, или A0. Видимая звёздная величина звезды — +4,9m. Масса — около 3,499 солнечных, радиус — около 2,93 солнечных, светимость — около 212,59 солнечных. Эффективная температура — около 12716 K.
Второй компонент — красный карлик спектрального класса M. Масса — около 232,69 юпитерианских (0,2221 солнечной). Удалён на 2,271 а.е..
Третий компонент (HD 129175) — белая звезда спектрального класса A2-A8, или A6V, или A7IV. Видимая звёздная величина звезды — +5,8m. Радиус — около 3,27 солнечных, светимость — около 36,018 солнечных. Эффективная температура — около 7814 K. Удалён на 5,6 угловых секунды.
Четвёртый компонент (TYC 1477-559-1) — жёлтая звезда спектрального класса G. Видимая звёздная величина звезды — +10m. Радиус — около 2,09 солнечных, светимость — около 2,777 солнечных. Эффективная температура — около 5148 K. Удалён на 127,7 угловых секунды.